# Sal y Pimienta
Sal y Pimienta (en el idioma inglés original, Sugar & Spike) fue una serie de historietas publicada por DC Comics desde 1956 hasta 1992, así como los nombres de sus dos protagonistas. Sugar and Spike fue creada, escrita y dibujada por Sheldon Mayer. Se la considera un precedente de la serie de dibujos animados Rugrats (1991).

## Trayectoria editorial
Este cómic se publicó en los Estados Unidos desde 1956 hasta 1971 durante 98 números; cuando la pérdida de visión de Mayer limitó su habilidad como dibujante, Sugar and Spike dejó de aparecer.  Más tarde, después de que su vista mejorase tras una operación de cataratas, Mayer reemprendió las historietas de Sugar and Spike hasta su muerte en 1991. 
Estas últimas historietas se publicaron ya para el extranjero, y sobre todo para México, donde la revista Sal y Pimienta, editada por Novaro alcanzó los 308 números en su "Serie Clásica" y otros 14 en la "Serie Colibrí". Mientras, en España, alguna historieta fue traducida por Bruguera como Susi y Bebito y publicada en Zipi y Zape Especial.

## Adaptaciones
- En los Estados Unidos hay una versión del programa de tv norteamericano basado en el cómic homónimo emitido por Univisión
- En Paraguay hay una versión del programa de tv basado también en el cómic emitido por Telefuturo desde 1995 hasta principios de 2004, y conducido por el chef Santiago Montañez y la bailarina Lorena Azucas. En los últimos años, Santiago Montañez es reemplazado por Enrique Landó y la bailarina fue la modelo Rosana Barrios. Dentro de dicho programa se emitía alguna telenovela.